# Diktator

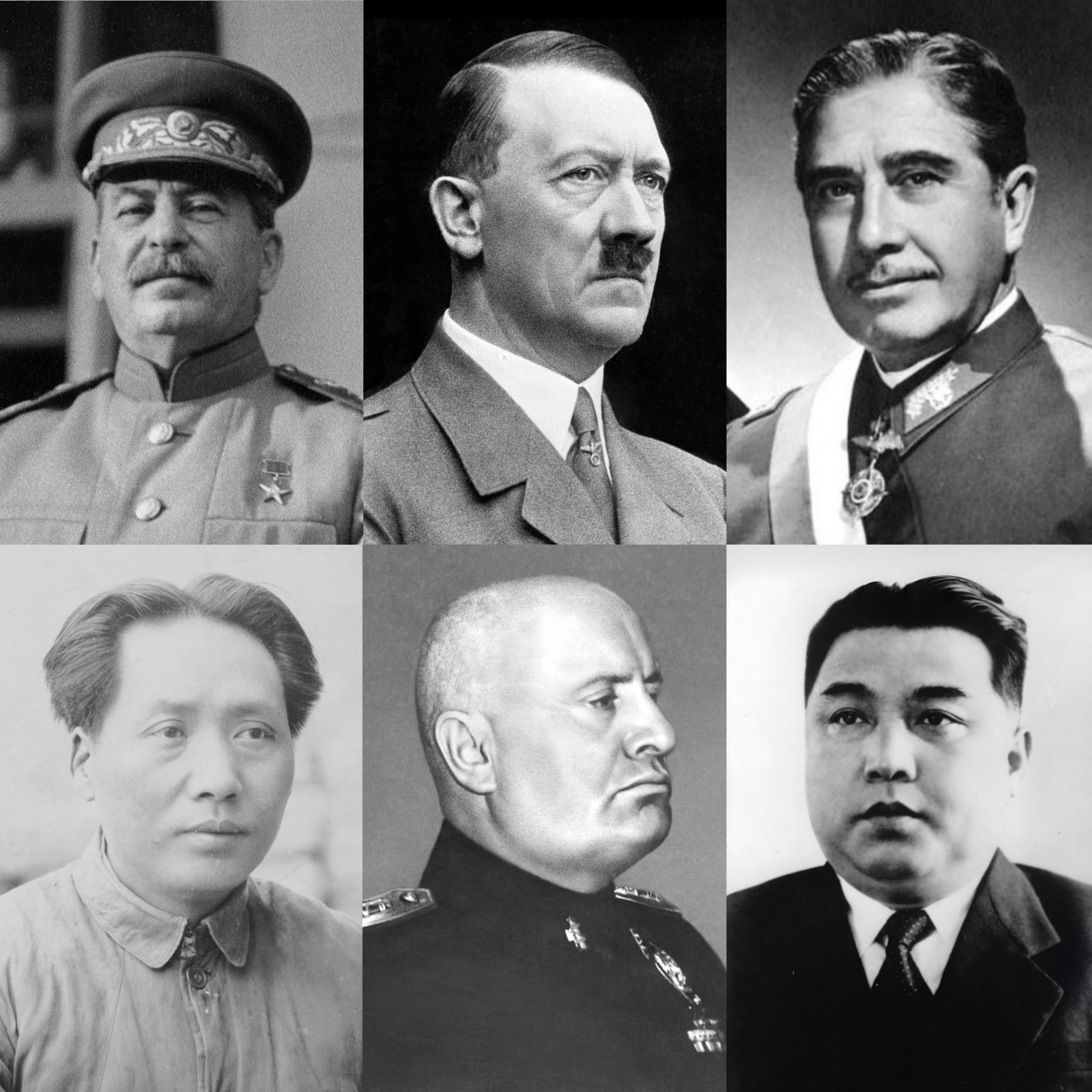
Några kända diktatorer i historien, från vänster: Josef Stalin (Sovjetunionen), Adolf Hitler (Nazityskland), Augusto Pinochet (Chile), Mao Zedong (Folkrepubliken Kina), Benito Mussolini (fascistiska Italien) och Kim Il-sung (Nordkorea).

Diktator är en form av envåldshärskare, en person som utövar full och oinskränkt auktoritet över en stat och dess invånare. En stat som styrs av en diktator kallas för diktatur. I normalt språkbruk avses dock med begreppet diktator endast den statsledare som inte tillåter opposition eller som behåller makten i första hand genom våld eller hot om våld. Etymologiskt sett är en diktator en person som dikterar sina beslut, utan att efterfråga de underlydandes samförstånd.
Ordet diktator härstammar från den romerska republiken, där senaten kunde anförtro en av konsulerna oinskränkt auktoritet för en tidsperiod på upp till sex månader, som en nödåtgärd i kristider; den siste konsuln med denna myndighet utsågs 201 f.Kr. Mot slutet av den romerska republiken (100-talet f.Kr.), under de interna politiska striderna, kom ämbetet alltmer att missbrukas av maktlystna militärer, vilka lät sig utses till diktatorer på livstid (jfr Sulla). Den siste diktatorn på livstid var Julius Caesar. Efter mordet på honom år 44 f.Kr. utvecklades Rom till ett kejsardöme, med Caesars systerson och efterföljare Octavianus Augustus Caesar som den förste caesaren (kejsaren). Ordet hade i sin ursprungliga romerska mening inte de negativa värderingar folk idag oftast associerar med det. Först under ovan nämnda diktator Sulla och senare skulle ordet komma att få en mer negativ klang, då diktator-ämbetet togs med våld istället för att som tidigare utses av senaten.